# Forsand
Forsand je obec v jihozápadním Norsku v kraji Rogaland. Je tvořena několika vesnicemi rozkládajícími se na březích Lysefjordu a Høgsfjordu. Do rozlohy je jednou z největších v kraji, ale současně jednou z nejmenších obcí, co se týče populace. Vznikla 1. ledna 1871 oddělením od dnes již bývalé obce Høle. Před rokem 1918 se nazývala Fossan.
Znak obce je novodobý a byl jí udělen 11. března 1988. Je tvořen stříbrnou volavkou na zeleném pozadí a jeho autorem je John Digernes.
Obec je oblíbeným turistickým cílem, zejména pro svou polohu kolem Lysefjordu. Vyplouvají odsud trajekty ke skále Preikestolen a hoře Kjerag. Na jejím okraji se nachází archeologický skanzen Landa představující život Vikingů v době před 2000 lety.

## Vesnice
- Forsand
- Fløyrli
- Kolabygda
- Lysebotn
- Øvre Espedal